# Francesco Saverio Nitti
Francesco Saverio Vincenzo de Paola Nitti, (Melfi, 19. srpnja 1868. — Rim, 20. veljače 1953.), bio je talijanski političar. 

## Životopis
Nitti je bio profesor ekonomije na Sveučilištu u Napulju i postaje zastupnik u zastupničkom domu 1904., kada je iskoristio svoje znanje i energiju za poboljšanje ekonomije južne Italije kroz gradnju sustava kanala i boljeg upravljanja šumama. Bio je ministar zemljoradnje, industrije i trgovine u vladi Giovannia Giolittia od ožujka 1911. do ožujka 1914.
Nitti je u proljeće 1917. poslan u ekonomsku misiju u SAD a bio je od listopada 1917. do siječnja 1919. ministar ekonomije u vladi Vittoria Emanuela Orlanda, iz koje izlazi istovremeno s Leonidom Bissolatijem, koja je rekonstruirana prije mirovnih pregovora. Pošto je Orlando dao ostavku u lipnju iste godine, Nitti je postao predsjednik vlade Italije, ministar vanjskih poslova i ministar građanske koalicije, neposredno pred potpisivanje Versajskog ugovora.
Vlada nije uspjela uspostaviti red u državi i veliki dio kompromisa oko pitanja Rijeke nije dao nikakve rezultate, što je utjecalo na opadanje povjerenja vladi. 
Nakon što je u ožujku 1920. rekonstruirao svoju vladu, Nitti daje ostavku na dužnost premijera u svibnju iste godine i počinje se uglavnom baviti pisanjem političkih radova.
Veliku pozornost, poslije Prvog svjetskog rata, privukla je njegova knjiga Europa senza pace ("Europa bez mira", 1922.), koja započinje kampanju koja se kasnije nastavlja u brojnim člancima u američkom tisku ali i u novim radovima, između ostalih The Decadence of Europe: The Paths of Reconstruction (1923.) i They Make a Desert (1924). 
Nitti je poslije pobjede fašizma u Italiji bio izložen sustavnim progonima (uključujući i pljačku njegove kuće) i bio je prisiljen emigrirati iz Italije 1924., ali se ponovo vraća u Italiju poslije Drugog svjetskog rata.